# Rebuilding Paradise
Rebuilding Paradise is een Amerikaanse documentaire uit 2020, geregisseerd door Ron Howard. De film ging in première op het Sundance Film Festival op 24 januari 2020.

## Verhaal
De film volgt de wederopbouw van Paradise, Californië, na de bosbranden aldaar in 2018.

## Productie
In januari 2019 werd bekendgemaakt dat Ron Howard de film zou regisseren en als producent zou dienen onder zijn Entertainment-banner, waarbij National Geographic Documentary Films zich zou verspreiden.

## Release
De film beleefde zijn première op het Sundance Film Festival op 24 januari 2020. Het werd ingesteld op het scherm op het Tribeca Film Festival op 15 april 2020, maar het festival werd geannuleerd als gevolg van de COVID-19-pandemie.

## Ontvangst
Rebuilding Paradise heeft een 80% goedkeuring rating op review aggregator website Rotten Tomatoes, gebaseerd op 5 beoordelingen, met een gewogen gemiddelde van 8/10.